# Kay Stammers
Katharine Stammers, Kay Stammers, I voto Menzies, II voto Bullitt (ur. 3 kwietnia 1914 w St. Albans, Hartfordshire, zm. 23 grudnia 2005 w Oxmoor Farm, Louisville) – tenisistka brytyjska, dwukrotna zwyciężczyni Wimbledonu w grze podwójnej, finalistka tego turnieju w grze pojedynczej.

## Życiorys
Była jedną z czołowych zawodniczek brytyjskich w okresie bezpośrednio poprzedzającym II wojnę światową. Jedynaczka, zachęcona do treningów tenisowych przez rodziców, debiutowała na Wimbledonie w 1931 w wieku 17 lat. Odniosła kilka znaczących sukcesów w grze podwójnej - dwa razy wygrała Wimbledon (w parze z Fredą James), jeden raz mistrzostwa Francji (z Margaret Scriven), była też w finale mistrzostw USA (z James). W deblowym finale wimbledońskim w 1935 Stammers i James pokonały Simone Passemard Mathieu i Hilde Krahwinkel Sperling 6:1, 6:4, rok później Amerykanki Sarah Palfrey Fabyan i Helen Jacobs 6:2, 6:1. W 1935 w finale mistrzostw Francji Stammers i Scriven pokonały Idę Adamoff i Hilde Krahwinkel Sperling 6:4, 6:0. W finale mistrzostw USA w 1939 Stammers i James uległy Alice Marble i Sarah Palfrey 5:7, 6:8.
W 1935 Stammers osiągnęła finał miksta w mistrzostwach USA (w parze z Roderickiem Menzelem), ulegając Sarah Palfrey i Enrique Maierowi 3:6, 6:3, 4:6. W grze pojedynczej jej największym sukcesem był finał Wimbledonu w 1939 (po zwycięstwach nad Jacobs i Palfrey), w którym wysoko uległa znakomicie dysponowanej Amerykance Alice Marble 2:6, 0:6 (w półfinale Marble pokonała Niemkę Krahwinkel bez straty gema). Finał wimbledoński dał brytyjskiej zawodniczce pozycję wiceliderki rankingu światowego "Daily Telegraph" w sezonie 1939. W czołowej dziesiątce była jeszcze w 1932 (9. miejsce), 1935 (3. miejsce), 1936 (7. miejsce), 1938 (9. miejsce) oraz jeden raz po wojnie (8. miejsce w 1946).
W latach 1935-1947 Stammers występowała w reprezentacji narodowej w Pucharze Wightman. W 1935 pokonała Helen Jacobs, a przegrała z Ethel Arnold, w deblu (z Fredą James) uległa Jacobs i Palfrey. W 1936 ponownie pokonała Jacobs, a uległa Palfrey i w deblu Palfrey i Jacobs (ponownie z James). W 1937 wygrała grę podwójną z James (przeciwko Marjorie Van Ryn i Dorothy Cheney), ale przegrała dwa spotkania singlowe - z Jacobs i Marble. W 1938 pokonała Marble, a uległa słynnej Helen Wills Moody. W 1939 pokonała Jacobs, przegrała z Marble oraz w deblu (z James) z Marble i Palfrey. W 1946 przegrała z zawodniczkami kolejnej generacji amerykańskiej - Margaret Osborne i Pauline Betz, w 1947 z Louise Brough i Margaret Osborne. Wszystkie edycje Pucharu Whightman, w jakich Stammers uczestniczyła, zakończyły się wygranymi Amerykanek.
Stammers, która miała na koncie m.in. zwycięstwo nad Helen Wills Moody w 1935, była jedną z rywalek Polki Jadwigi Jędrzejowskiej. W swoich wspomnieniach Urodziłam się na korcie Jędrzejowska tak wspominała ich pierwszy pojedynek (w turnieju o mistrzostwo Londynu w 1933): "W półfinale spotkałam się z wiotką, bardzo szybko grającą miss Stammers. Miałam tremę, gdyż grała ona lewą ręką, a nigdy dotąd nie spotykałam się z tenisistką walczącą w ten sposób. Spotkanie ze Stammers wygrałam 6:4, 7:9, 6:2". W dalszej części wspomnień Jędrzejowska wymienia jeszcze cztery pojedynki ze Stammers, wszystkie zwycięskie - w 1936 na turniejach w Monte Carlo (6:4, 6:0) i Mentonie (6:4, 9:7) oraz w ćwierćfinale Wimbledonu (6:3, 6:3) i w 1937 w finale mistrzostw Londynu (6:3, 6:0).
W 1940 Stammers wyszła za mąż za przedsiębiorcę Michaela Menziesa. Z małżeństwa tego (zakończonego w 1974) rozwodem) miała troje dzieci - córkę Virginię (zamężną Hoare) oraz synów Freddiego i Marka. W czasie wojny pracowała m.in. jako kierowca ambulansu Czerwonego Krzyża oraz uczestniczyła w pokazowych meczach charytatywnych. Po wojnie jeszcze dwukrotnie wystąpiła na Wimbledonie, dochodząc w 1946 i 1947 do ćwierćfinałów singla i półfinałów debla. Mieszkała z mężem i dziećmi w Anglii i Afryce Południowej, a od 1968 w USA. Po rozwodzie wyszła ponownie za mąż za prawnika Thomasa Bullitta (zm. 1991) i zamieszkała na jego farmie Oxmoor w Louisville. Uczestniczyła aktywnie w życiu miejscowej społeczności, była również do końca życia członkinią All England Lawn Tennis and Croquet Club, organizatora turnieju wimbledońskiego. Zmarła w wieku 91 lat po krótkiej chorobie.
Sukcesy w turniejach wielkoszlemowych:
- Wimbledon
  - gra pojedyncza - finał 1939
  - gra podwójna - wygrane 1935, 1936 (oba z Fredą James)
- mistrzostwa Francji
  - gra podwójna - wygrana 1935 (z Margaret Scriven)
- mistrzostwa USA
  - gra podwójna - finał 1939 (z Fredą James)
  - gra mieszana - finał 1935 (z Roderickiem Menzelem)

Źródła:
- Zbigniew Dutkowski, Encyklopedia A...Z, w: "Tenis", nr 60 z czerwca 2003